# Bulbophyllum breviflorum
Bulbophyllum breviflorum är en orkidéart som beskrevs av Henry Nicholas Ridley och Otto Stapf. Bulbophyllum breviflorum ingår i släktet Bulbophyllum och familjen orkidéer. Inga underarter finns listade i Catalogue of Life.